# Масакр у Болечу
Покољ у Болечу 1943. године је био покољ партизанских симпатизера и јатака у насељу Болеч код Београда (општина Гроцка) који су починили Михаиловићеви четници. 26. и 27. децембра 1943. године, у Другом светском рату, у Болечу су делови Великоорашке бригаде Смедеревског корпуса ЈВуО под непосредном командом капетана Божидара Лазаревића заклали 10 особа, партизанских сарадника и чланова породица, што је забележено и од органа Недићеве владе. Овај масакр био је један у низу децембарских покоља на територији Авалског корпуса ЈВуО. Покољ у Вранићу је почињен у ноћи 20/21. децембра, а покољ у Болечу наредног дана, тј. 21. децембра 1943. године. На послерaтном суђењу у Београду, одговорност за злочине је стављена на терет Драгољубу Михаиловићу.

## Позадина
Генерал Драгољуб Михаиловић је октобра 1943. наредио командантима „чишћење“ комуниста и њихових симпатизера на територији Авалског корпуса:
"Наш авалски корпус са срезовима Гроцка, Врачар, Умка спава дубоким сном. На свим областима у непосредној близини Београда, накотили су се комунисти и њихови симпатизери. Наређује се командантима, и то: мајору Михаилу Јовановићу, капетану Лазовићу, капетану Николи Калабићу, даље Комарчевићу и рудничком корпусу да најенергичније са југа на север… чистећи успут и све срезове, нарочито срез космајски, нарочито је важно што пре очистити срезове Гроцка и Умка. У исто време честитам чин капетана Живојину Лазовићу и Николи Калабићу..." депеша командантима од октобра 1943.
Генерал Драгољуб Михаиловић је 17. новембра 1943. године, уочи покоља у Вранићу и Болечу послао депешу Николи Калабићу у којој каже: 
„Космај мора бити очишћен по сваку цену. Радите по сваку цену да се Космај све до Београда што пре очисти." депеша Калабићу од 17. новембра 1943.
За координатора ових операција поставио је генералног инспектора четничких одреда пуковника Јеврема Симића. 27. новембра 1943. године Јеврем Симић и Никола Калабић су заједно потписали уговор са представницима Wehrmachta о заједничкој борби против партизана. Споразумом је, између осталог, предвиђено:
Након договорене сарадње са Немцима, децембра 1943. јужно од Београда проведена је акција „чишћења комуниста“. Координатори акције били су пуковник Јеврем Симић, генерални инспектор четничких одреда и Никола Калабић, командант Корпуса горске гарде, који су извршили концентрацију јединица и отпочели такозвано „чишћење терена“.

## Покољ
»Прво су почели да туку Тасу Живанчевића. Нешто су га питали, али нисам могао да чујем шта. Онда су га тукли. Он је почео молити, али они нису пристали него су продужили да га туку. Тукли су га све док га нису довршили. Остао је мртав на земљи. .... Тукли су њега и Борисава Вујичића. На Љубомира Стефановића испалили су десет метака, јер је почео да бежи, ранили су га, а онда су сву тројицу метули у једна кола а доцније бацили у шанац и ту поклали.«

сведок Голуб Јовановић
Према сведочењу преживелих, војска је дошла у Болеч, блокирала село и почела да истерује народ из кућа. Народ су сакупили код куће Мике Симића на крају села. Половина села је ту скупљено а друга половина на другу страну. Након тога су све позвали у виноград Тасе Живанчевића. Ту су поређали житеље и почели да прозивају. Скидали су са људи који су имали лепе опанке и лепу одећу. Питали су где је Мика Сибирац, партизан, који је отишао и шуму. Када су сељани рекли да не знају где је, четници су запретили: „знаћете ви где је он“ и почели су да прозивају по списку. Било је ту око 20 до 25 људи.
Неке су одмах испребијали на смрт и преклали. Остале су отерали у Врчин и затворили у неку шталу. Ујутру су их вратили у Болеч, а кад су дошли у Јаругу прозвали су четворицу, међу којима Аранђела Милошевића, Спасу Вељановића и још двојицу. Њих су одвојили а остали су продужили. Капетан Лазаревић, из Смедерева, је наредио да продуже даље. Ону четворицу су заклали.
Четници су том приликом поклали 11 људи, 7 мушкараца и 4 жене. Једна жена је преживела клање. Преклане су следеће особе:
1. Алекса Костић
2. Алекса Милић
3. Милисав Милошевић
4. Аранђел Милошевић
5. Љубомир Стефановић
6. Борислав Вујичић
7. Таса Живанчевић
8. Илинка Ђорђевић
9. Тала Петровић
10. Спаса Вељановић
11. Даница Маринковић (која је преживела)

## Реакције
29. децембра 1943, при повратку из Болеча, Живан Лазовић је говорио: »Поклали смо ноћас 30 људи у Болечу«.
Радослав Ђурић (шифра Херман) је 16. фебруара 1944. године послао оштар протест генералу Михаиловићу због клања људи и жена:
У последње време много се коментарише како у Београду тако и унутрашњости па чак и у возовима поступци наших људи у околини Београда, а нарочито на територији смедеревског корпуса. Највише се говори о клању људи и жена, што народ страшно осуђује и гнуша се свега. Проверавајући све на терену прикупио сам много података и утврдио поразне чињенице.
Ово се највише односи на рад капетана Лазовића где је главни актер свега негативног. Његов командант бригаде капетан Божидар Лазаревић рђав човек, изгледа да уопште није ---(нејасно) и више порока. Прави ахеолошки тип, почеткоња и варалица. Ја сам Вам, господине министре, изразио бојазан за рад капетана Лазовића, јер сам још тада осећао да иде странпутицом што се и обистинило.
Акција Лазаревића ка Београду и прелаз његових делова у Банат нису наш успех, већ највећа срамота, јер је за време ове вршена ординарна пљачка и клање невиног становништва. Све се радило у име Њ. В. Краља и Ваше лично. То се нарочито наглашавало. Квислинзима дошло је ово као поручено да користе за своју пропаганду. О свему имам тачне податке које ћу доставити куриром.

У интересу опште ствари, молим предузмите хитне мере да се спречи даља самовоља и тиранија, јер су и наши активни сарадници првих дана почели да беже у Београд и друга места, бојећи се за свој живот после свега што су чули и видели. Капетана Лазаревића треба хитно уклонити са дужности и ставити под истрагу, да народ не изгуби веру у нас, јер је једнодушан са нама. Крај.
Услед учесталог терора, марта 1944. године извесни Круса шаље Дражи Михаиловићу извештај о низу злочина и недела четника Смедеревског корпуса, а посебно Живана Лазовића и Божидара Лазаревића:
Капетан Лазовић лично склон је да сваког брзо ликвидира, чим му се учини да му стоји на путу или нешто смета и т.сл. Убија појединце по непровереним доставама, без саслушања и пресуде. Чак то изводи јавно и безобзирно и није никакво чудо што се народ гнуша свега. Народ толико туче да појединцима отпада месо са тела. У свему предњачио је капетан Лазаревић који је садистичким нагоном лично секао појединцима уши, пробадао их камом, натеривао их да седе на жару итд.

## Суђење
Четрдесетогодишња Даница Маринковић, иако пресеченог гркљана, преживела је клање и сведочила на суђењу Михаиловићу.
Преживели мештани су након рата посведочили да је село напала војска Драже Михаиловића.
Председник: Ти рече да је то била војска. Како је била обучена?
Сведок Голуб Јовановић: Били су разни. Држао нам је говор капетан Лазаревић. Он је казао на збору да је то војска генерала Драже Михаиловића која се бори за краља и отаџбину а не за комунизам и да ће нас комунисте све уништити.
Један од сведока је потврдио да су четници имали сарадњу са Немцима.
Сведок Голуб Јовановић: Једног дана упали су Немци у наше село. Капетан Лазаревић из Смедерава састао се с Немцима. Немци им нису ништа урадили. Капетан Лазаревић је рекао да је он од пољске страже.
Тужилац: Како су могли рећи да су од пољске страже?
Сведок: Тако сам чуо. Лично сам видео да им Немци нису ништа хтели.
Суд је утврдио да је покољ у Болечу један од ратних злочина за које је генерал Михаиловић директно одговоран: